# Asz-Szajch Maskin
Asz-Szajch Maskin (arab. ‏الشيخ مسكين‎) – miasto w Syrii, w muhafazie Dara. W spisie powszechnym w 2004 roku liczyło 24 057 mieszkańców.